# Tales of the World: Summoner's Lineage
Tales of the World: Summoner's Lineage (テイルズ オブ ザ ワールド 〜サモナーズ リネージ〜?, Teiruzu obu za Wārudo: Samonāzu Rinēji) è un videogioco di ruolo sviluppato e pubblicato dalla Namco e reso disponibile esclusivamente in Giappone per Game Boy Advance il 7 marzo 2003. Il genere caratteristico di Tales of the World: Summoner's Lineage è denominato Fantasy Simulation RPG (ファンタジーシミュレーションRPG?, Fantajī shimyurēshon RPG). Come parte della saga di videogiochi Tales of, questo titolo segue gli eventi del precedente capitolo Tales of Phantasia, ed il personaggio principale, Fulein Lester, è un discendente di Claus Lester, protagonista di Tales of Phantasia. Si tratta del secondo sequel di Tales of Phantasia, dopo Tales of Phantasia: Narikiri Dungeon.

## Storia
Summoner's Lineage si svolge nello stesso mondo di Tales of Phantasia, nell'anno 4765 del Calendario di Aselia (411 anni dopo il futuro di ToP). Come giovane apprendista di evocazione, Fulein K. Lester e il suo compagno dalle sembianze di uno sprite, Macaron, stanno studiando i principi per invocare le bestie magiche nel mondo fisico. Tuttavia, le loro imprese vengono interrotte quando un significativo numero di mostri e altre creature cominciano a comparire nel loro mondo, minacciando la stabilità della loro nazione da lungo tempo pacifica. Si decide che, per combattere queste creature, si dovranno richiamare i leggendari Eroi del Tempo (il nome dato ai personaggi principali di Tales of Phantasia dopo le loro avventure attraverso diversi secoli nel titolo precedente). È allora che Cress, Claus, Mint, Suzu, Arche e Chester fanno la loro comparsa e, con le loro abilità combinate, insieme all'aiuto di alcuni nuovi volti, si spera di liberare il mondo da questa nuova crisi.